# Konstantin Gulkevitj
Konstantin Nikolajevitj Gulkevitj, född 1865, död 1935, var en rysk diplomat.
Efter diplomattjänst bland annat i Rom, Konstantinopel och Kristiania utnämndes Gulkevitj 1917 till sändebud i Stockholm för att reglera meningsskiljaktigheter angående Åland. Oktoberrevolutionen kringskar hans sändebudsfunktioner, som begränsades till försvar av det forna Rysslands intressen och till hjälp åt ryska flyktingar. 1921 efter general Pjotr Wrangels besegrande lämnade Gulkevitj Sverige och bosatte sig i Genève, där Gulkevitj var medlem av International Nansen office for refugees.